# Jindřich z Battenbergu
Princ Jindřich z Battenbergu (Henry Maurice; 5. října 1858, Milán – 20. ledna 1896, Sierra Leone), dříve hrabě Jindřich z Battenbergu, byl morganatický potomek hesenského velkovévodského rodu. Členem britské královské rodiny se stal sňatkem s britskou princeznou Beatrix, nejmladším dítětem královny Viktorie. Prostřednictvím své dcery Viktorie Evženie, která se stala španělskou královnou-chotí, je Jindřich přímým předkem současné španělské královské rodiny.

## Původ

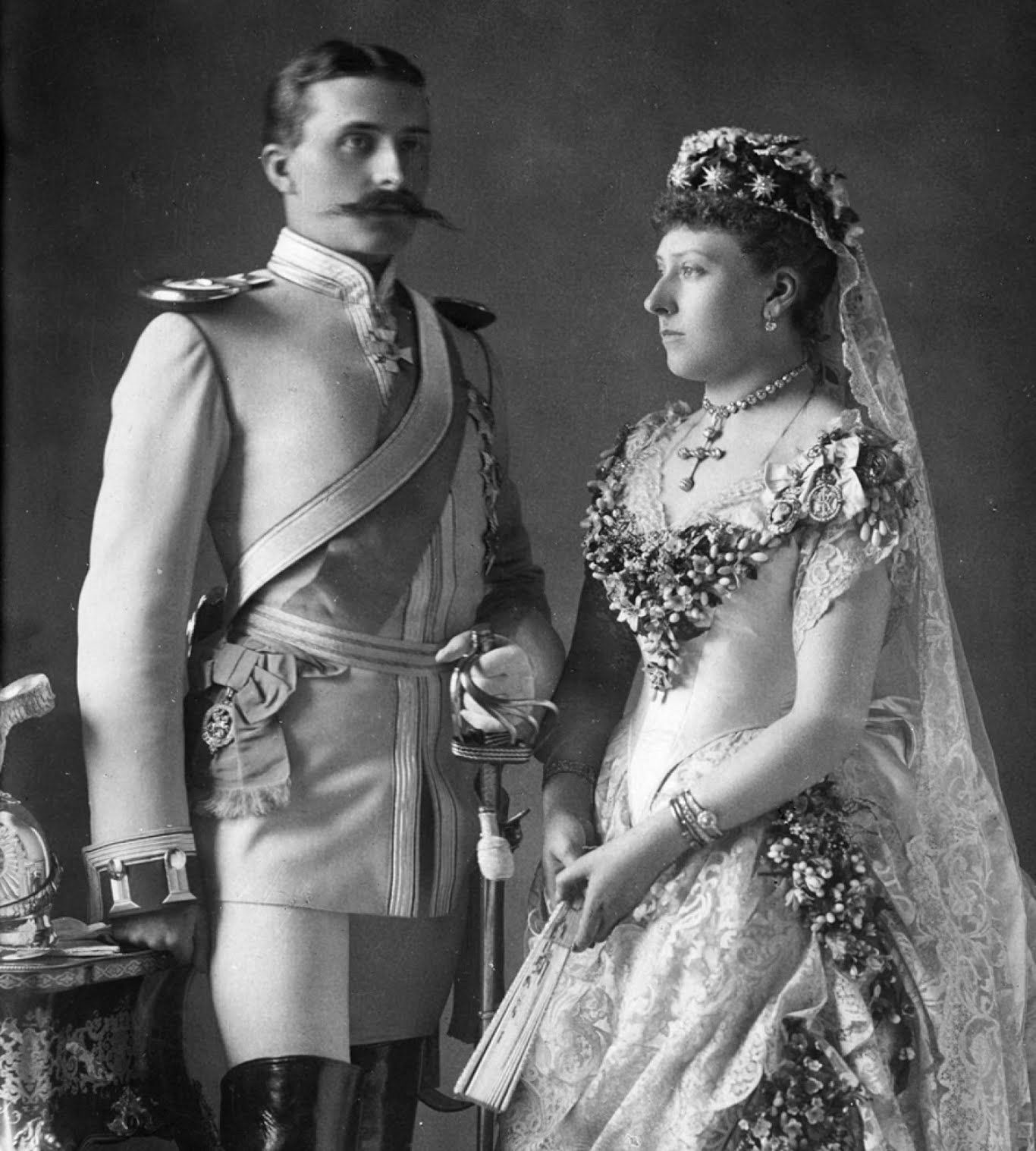
Princ Jindřich a princezna Beatrix na jejich svatbě, 1885

Jindřich se narodil 5. října 1858 v Miláně. Byl synem prince Alexandra Hesenského a jeho manželky hraběnky Julie von Hauke. Jeho otec byl třetím synem a čtvrtým dítětem hesenského velkovévody Ludvíka II. a Vilemíny Bádenské.
Manželství jeho rodičů bylo morganatické, protože Julie nebyla považována za vhodnou manželku pro prince z vládnoucí dynastie, byla pouze hraběnkou. Jindřich proto v době svého narození nemohl nést titul ani jméno svého otce a byl titulován jako Jeho Jasnost hrabě Jindřich z Battenbergu. Jeho rodina mu říkala „Liko“. Když byla jeho matka Alexandrovým starším bratrem hesenským velkovévodou Ludvíkem III. povýšena na kněžnu z Battenbergu a dostala vyšší styl Její Výsost, Jindřich a jeho sourozenci sdíleli matčinu novou hodnost. Stal se Jeho Výsostí princem Jindřichem z Battenbergu, ačkoli nadále neměl nárok na dědictví hesenského trůnu.
Princ Jindřich získal vojenské vzdělání a nastoupil jako poručík 1. pluku rýnských husarů v pruské armádě. Sloužil v pruském Garde du Corps a byl také čestným plukovníkem 1. pěšího pluku v Bulharsku, kde byl jeho bratr Alexandr knížetem.

## Manželství
Díky úzkému příbuzenství s hesenským velkovévodským rodem se Battenbergové dostali do úzkého kontaktu s různými panovnickými rody v Evropě, včetně britského královského rodu. V dubnu 1884 se Jindřichův starší bratr, princ Ludvík z Battenbergu, oženil s princeznou Viktorií Hesenskou, svou příbuznou a vnučkou britské královny Viktorie. Krátce po této svatbě se princ Jindřich zasnoubil s princeznou Beatrix, pátou dcerou a nejmladším dítětem královny Viktorie a prince Alberta. Královna Viktorie se sňatkem souhlasila pod podmínkou, že se pár usadí u ní. Královna dala formální souhlas se sňatkem na zasedání Tajné rady Jejího Veličenstva 27. ledna 1885.
Dne 22. července 1885 královna jmenovala prince Jindřicha rytířem Podvazkového řádu a udělila mu styl Královská Výsost, aby mu dala stejnou hodnost jako jeho manželce.
Beatrix a Jindřich se vzali 23. července 1885 v kostele svaté Mildredy ve Whippinghamu nedaleko Osbornu. Téhož dne prošel Sněmovnou lordů návrh zákona o naturalizaci prince Jindřicha jako britského poddaného. Pár přijal styl Jejich královské Výsosti princ a princezna Jindřich z Battenbergu.
Princ a princezna Jindřich z Battenbergu měli čtyři děti:
- Alexandr Mountbatten, 1. markýz z Carisbrooku (23. listopadu 1886 – 23. února 1960)
- Viktorie Evženie z Battenbergu (24. října 1887 – 15. dubna 1969)
- Lord Leopold Mountbatten (21. května 1889 – 23. dubna 1922)
- Princ Maurice z Battenbergu ( 3. října 1891 – 27. října 1914

Královským příkazem ze dne 13. prosince 1886 udělila královna jejich dětem styl Výsost.
V roce 1889 byl princ Jindřich jmenován guvernérem hradu Carisbrooke a generálním kapitánem a guvernérem ostrova Wight. 21. června 1887 byl jmenován podplukovníkem armády, 22. února 1893 plukovníkem a 20. listopadu 1894 byl jmenován členem Tajné rady.

## Smrt
V listopadu 1895 princ Jindřich přesvědčil královnu Viktorii, aby mu dovolila odjet do západní Afriky bojovat ve válce v Ašantě. Sloužil jako vojenský tajemník vrchního velitele britských sil plukovníka sira Francise Scotta. Když výprava dorazila do Prahsu, asi 50 km od Kumasi, nakazil se malárií a následně zemřel na palubě křižníku HMS Blonde umístěného u pobřeží Sierry Leone.
Jeho tělo bylo repatriováno křižníkem HMS Blenheim z Kanárských ostrovů a pohřební obřad se konal 5. února 1896 v kostele sv. Mildredy ve Whippinghamu na ostrově Wight, kde se oženil. Následoval pohřeb v takzvané Battenbergově kapli. Ostatky jeho manželky, princezny Beatrix, tam byly uloženy v srpnu 1945 a ostatky jeho nejstaršího syna, markýze z Carisbrooku, v červenci 1961.